# Charlotte Corday (film, 1919)
Pour les articles homonymes, voir Charlotte Corday (homonymie).
Pour plus de détails, voir Fiche technique et Distribution.
Charlotte Corday est un film muet allemand réalisé par Friedrich Zelnik, sorti en 1919.

## Fiche technique
- Titre : Charlotte Corday
- Réalisation : Friedrich Zelnik
- Scénario :
- Photographie :
- Montage :
- Producteur : Friedrich Zelnik
- Société de production : Berliner Film-Manufaktur
- Société de distribution :
- Pays de production :  République de Weimar
- Langue : allemand
- Métrage : 1 681 mètres (5 bobines)
- Format : Noir et blanc — 35 mm — 1,33:1 — Muet
- Genre : Film dramatique,  Film biographique,  Film historique
- Durée : 56 minutes
- Dates de sortie : 
  - République de Weimar : février 1919
  - République de Hongrie : 27 octobre 1919

## Distribution
- Lya Mara : Charlotte Corday
- Hermann Vallentin
- Wiktor Bieganski
- Hermann Seldeneck